# Christian Olsson
John Christian Bert (Christian) Olsson (Göteborg, 25 januari 1980) is een Zweedse voormalige hink-stap-springer, verspringer en hoogspringer. Hij werd in 2002 zowel in- als outdoor Europees kampioen hink-stap-springen, veroverde in 2003 de wereldtitel in- en outdoor in deze discipline en ten slotte in 2004 ook het olympisch goud. Van 2004 tot 2010 was hij bovendien houder van het wereldindoorrecord hink-stap-springen.

## Biografie

### Jeugd
Olsson is de enige zoon uit een gezin met drie kinderen Hoewel hij al op jonge leeftijd interesse in atletiek toonde, probeerde hij ook andere sporten uit, zoals turnen, boogschieten en indoor bandy. Maar voetbal was de sport die aanvankelijk vooral zijn aandacht trok. Hiermee begon hij dan ook op zesjarige leeftijd.
Van lieverlee werden zijn interesses voor atletiekonderdelen echter steeds sterker en niet veel later stapte hij daar naar over. Zijn familie heeft hem hierin altijd gesteund; zij brachten hem naar verschillende trainingssessies en wedstrijden. Rond zijn veertiende had Christian een nieuwe coach, Viljo Nouisianen, en de training werd serieuzer. Op zijn negentiende studeerde hij af en begon hij al zijn tijd en energie in zijn trainingen te steken. Die waren vooral gericht op hoogspringen en hink-stap-springen.
Toen Yannick Tregaro in 1999 zijn trainer werd, kwam de nadruk steeds meer te liggen op het hink-stap-springen. De voornaamste reden hiervoor was, dat hij zich met deze discipline had gekwalificeerd voor de Olympische Spelen van 2000 in Sydney en niet met het hoogspringen.

### Eerste titels
In 2000 veroverde Olsson zijn eerste nationale titels: zowel in- als outdoor werd hij Zweeds kampioen hink-stap-springen. Vervolgens maakte hij zijn olympisch debuut in Sydney, waar hij in de kwalificatie bleef steken met een beste sprong van 16,64 m. Had hij de finale willen halen, dan had hij tenminste 16,75 moeten springen.
In 2001 prolongeerde Olsson zijn beide nationale titels. Dat jaar overschreed hij ook voor het eerst de 17-meter grens met een beste jaarprestatie van 17,49, die hij precies halverwege het jaar, op 1 juli in het Griekse Rethymnon, realiseerde. Twee weken later passeerde hij in Amsterdam die grens opnieuw: met een sprong van 17,24 werd hij Europees kampioen U23. Begin augustus werd de Zweed vervolgens op de wereldkampioenschappen in Edmonton tweede met 17,47, op gepaste afstand van wereldrecordhouder Jonathan Edwards, die met een sprong van 17,92 bijna een halve meter verder sprong. Inmiddels wist Olsson de internationale aandacht op zich gericht en begon zijn carrière echt te groeien.

### Zegereeks
Wat volgde was een ongekende zegereeks, die in 2002 begon en tot in 2006 voortduurde. Op de Europese indoorkampioenschappen in Wenen bleek Olsson voor het eerst de sterkste bij het hink-stap-springen. Met een beste prestatie van 17,54 m, een kampioenschapsrecord, bleef hij zijn naaste concurrent, de Roemeen Marian Oprea, ruim 30 centimeter voor. Die overmacht zette de Zweed later dat jaar voort op de  Europese kampioenschappen in München, waar hij eveneens het goud voor zich opeiste met 17,53, 20 centimeter verder dan de Duitser Charles Friedek en 21 centimeter verder dan Jonathan Edwards, die ditmaal met het brons genoegen moest nemen. Een jaar later waren de WK’s in- en outdoor aan de beurt en de uitkomst was vergelijkbaar; eerst Olsson, op gepaste afstand gevolgd door de concurrentie. Op de WK indoor in Birmingham was dat na Olssons winnende sprong van 17,70 de Amerikaan Walter Davis met 17,35, op de WK in Parijs werd het Olsson één met 17,72 en de Cubaan Yoandri Betanzos twee met 17,28.
Olsson was in 2004 in de winning mood en liet dat blijken ook. Op de WK indoor in Boedapest evenaarde hij met een beste sprong van 17,83 gelijk maar het zeven jaar oude wereldindoorrecord van de Cubaan Aliecer Urrutia. Logisch dus dat hij als de grote favoriet voor olympisch goud van start ging en ook die verwachting maakte de Zweed waar. Op de Spelen van Athene sprongen maar liefst zeven atleten voorbij de 17 meter. Niemand van hen sprong echter zo ver als Olsson, die met 17,79, een nationaal record, zichzelf overtrof. Daarmee was hij de eerste Zweed in 92 jaar die olympisch goud veroverde. Gustaf Lindblom ging hem in 1912 voor. Met deze overwinning ging een van zijn grootste dromen in vervulling. "Goed gekwalificeerde trainers en atleten zoals Patrik Sjöberg en Jonathan Edwards hebben me geïnspireerd en hebben me veel hulp gegeven om me te brengen waar ik vandaag sta," aldus Olsson. 
Tegenwoordig woont Olsson in Monte Carlo, maar wanneer hij in Zweden is, heeft hij altijd tijd voor vrienden en familie. Eén ding waar hij niet zonder kan zijn zijn moeders Zweedse gehaktballen. In Monte Carlo is hij meestal in het gezelschap van andere atleten, gaat hij naar de bioscoop, luistert naar muziek of speelt PlayStation.
Christian Olsson heeft ook een grote passie voor auto's; hij rijdt met een Volvo S60 en een Porsche. In de toekomst wil hij graag op één of andere manier met auto's werken. Hij wil ook na zijn carrière in contact blijven met de atletiek. Misschien als coach of door lezingen te houden. Maar voor die tijd aanbreekt, focust Olsson zich op twee dingen: voorbij de achttien meter springen en het outdoor-wereldrecord van Jonathan Edwards breken. Dit staat op 18,29 m en is in 1995 in Göteborg gevestigd.
Christian Olsson was tot in 2012 voltijds-atleet van beroep en aangesloten bij atletiekvereniging Örgryte IS. Op 14 mei 2012 maakte hij echter bekend, dat hij van plan was om een punt te zetten achter zijn professionele atletiekloopbaan.

## Titels
- Olympisch kampioen hink-stap-springen - 2004
- Wereldkampioen hink-stap-springen - 2003
- Wereldindoorkampioen hink-stap-springen - 2003, 2004
- Europees kampioen hink-stap-springen - 2002, 2006
- Europees indoorkampioen hink-stap-springen - 2002, 2004, 2006
- Zweeds kampioen verspringen - 2006
- Zweeds kampioen hink-stap-springen - 2000, 2001, 2003, 2009, 2011
- Zweeds indoorkampioen hink-stap-springen - 2000, 2001, 2002, 2003, 2004
- Europees kampioen U23 hink-stap-springen - 2001
- Europees kampioen U20 hoogspringen - 1999

## Persoonlijke records
Outdoor
| Onderdeel          | Prestatie         | Datum            | Plaats    |
| ------------------ | ----------------- | ---------------- | --------- |
| hink-stap-springen | 17,79 m (NR)      | 22 augustus 2004 | Athene    |
| hoogspringen       | 2,24 m            | 27 augustus 2002 | Göteborg  |
| verspringen        | 7,71 m (+0,2 m/s) | 31 juli 2002     | Feldkirch |

Indoor
| Onderdeel          | Prestatie           | Datum           | Plaats    |
| ------------------ | ------------------- | --------------- | --------- |
| hoogspringen       | 2,28 m              | 9 februari 2002 | Göteborg  |
| hink-stap-springen | 17,83 m (ex-WR, NR) | 7 maart 2004    | Boedapest |

## Prestatieontwikkeling
| jaar | hink-stap-springen       | hoogspringen           |
| ---- | ------------------------ | ---------------------- |
| 1990 | -                        | 1,30 m (indoor)        |
| 1991 | 9,26 m                   | 1,45 m                 |
| 1992 | -                        | 1,55 m/1,68 m (indoor) |
| 1993 | 11,08 m                  | 1,68 m/1,71 m (indoor) |
| 1994 | 11,37 m/11,61 (indoor)   | 1,79 m/1,80 m (indoor) |
| 1995 | 12,20 m                  | 1,80 m/1,85 m (indoor) |
| 1996 | 12,44 m                  | 1,89 m                 |
| 1997 | -                        | 1,93 m                 |
| 1998 | 14,48 m                  | 2,04 m                 |
| 1999 | 16.30 m/16,59 m          | 2,22 m                 |
| 2000 | 16,97 m                  | 2,20 m/2,22 m (indoor) |
| 2001 | 17,49 m                  | 2,20 m (indoor)        |
| 2002 | 17,64 m/17,80 m (indoor) | 2,24 m/2,28 m (indoor) |
| 2003 | 17,77 m                  | 2,28 m                 |
| 2004 | 17,79 m                  | 17,83 m (indoor)       |
| 2005 | geblesseerd              | geblesseerd            |
| 2006 | 17,67 m                  | -                      |

## Palmares

### hoogspringen
- 1999:  EK U20, Riga - 2,21 m

### verspringen
- 2006:  Zweedse kamp. - 7,46 m

### hink-stap-springen
Kampioenschappen
- 1999:  EK U20, Riga - 16,18 m
- 2000:  Zweedse indoorkamp. - 16,48 m
- 2000:  Zweedse kamp. - 16,97 m
- 2000: 7e in kwal. OS - 16,64 m
- 2001:  Zweedse indoorkamp. - 16,30 m
- 2001:  EK U23, Amsterdam - 17,24 m
- 2001:  Zweedse kamp. - 17,10 m
- 2001:  WK - 17,47 m
- 2002:  Zweedse indoorkamp. - 17,60 m
- 2002:  EK indoor, Wenen - 17,54 m
- 2002:  EK, München - 17,53 m
- 2002:  Grand Prix Final, Parijs - 17,48 m
- 2002:  Wereldbeker, Madrid - 17,05 m
- 2003:  Zweedse indoorkamp. - 17,37 m
- 2003:  WK indoor - 17,70 m
- 2003:  Zweedse kamp. - 17,54 m
- 2003:  WK - 17,72 m
- 2003:  Wereldatletiekfinale, Monaco - 17,55 m
- 2004:  European Indoor Cup, Leipzig - 17,31 m
- 2004:  Zweedse indoorkamp. - 17,25 m
- 2004:  WK indoor - 17,83 m (WR)
- 2004:  SPAR European Cup, Bydgoszcz - 17,30 m
- 2004:  OS - 17,79 m (NR)
- 2004:  Wereldatletiekfinale, Monaco - 17,66 m
- 2006:  European Cup First League Group A, Praag - 17,40 m
- 2006:  EK - 17,67 m
- 2009:  Zweedse kamp. - 16,72 m
- 2010: 4e WK indoor - 17,23 m
- 2011: 5e EK indoor, Parijs - 17,20 m
- 2011:  Zweedse kamp. - 17,19 m
- 2011: 6e WK - 17,23 m

Golden League-podiumplekken
- 2002:  Bislett Games – 17,47 m
- 2002:  Meeting Gaz de France – 17,60 m
- 2002:  Herculis – 17,63 m
- 2002:  Weltklasse Zürich – 17,18 m
- 2002:  Memorial Van Damme – 17,33 m
- 2002:  ISTAF – 17,40 m
- 2004:  Bislett Games – 17,58 m
- 2004:  Golden Gala – 17,50 m
- 2004:  Meeting Gaz de France – 17,41 m
- 2004:  Weltklasse Zürich – 17,46 m
- 2004:  Memorial Van Damme – 17,44 m
- 2004:  ISTAF – 17,45 m
- 2006:  Weltklasse Zürich – 17,39 m
- 2007:  Bislett Games – 17,33 m
- 2007:  Meeting Gaz de France – 17,56 m
- 2007:  Golden Gala – 17,19 m

Diamond League-podiumplekken
- 2010:  Adidas Grand Prix – 17,62 m
- 2010:  DN Galan – 17,32 m
- 2010:  Aviva London Grand Prix – 17,41 m
- 2010:  Memorial Van Damme – 17,35 m
- 2011:  Golden Gala – 17,29 m
- 2011:  Adidas Grand Prix – 16,29 m

## Onderscheidingen
- Europees atleet van het jaar - 2003, 2004

1896: James Connolly ·
1900: Meyer Prinstein ·
1904: Meyer Prinstein ·
1908: Tim Ahearne ·
1912: Gustaf Lindblom ·
1920: Vilho Tuulos ·
1924: Nick Winter ·
1928: Mikio Oda ·
1932: Chuhei Nambu ·
1936: Naoto Tajima ·
1948: Arne Åhman ·
1952: Adhemar da Silva ·
1956: Adhemar da Silva ·
1960: Józef Szmidt ·
1964: Józef Szmidt ·
1968: Viktor Sanjejev ·
1972: Viktor Sanjejev ·
1976: Viktor Sanjejev ·
1980: Jaak Uudmäe ·
1984: Al Joyner ·
1988: Christo Markov ·
1992: Mike Conley ·
1996: Kenny Harrison ·
2000: Jonathan Edwards ·
2004: Christian Olsson ·
2008: Nelson Évora ·
2012: Christian Taylor ·
2016: Christian Taylor ·
2020: Pedro Pablo Pichardo ·
2024: Jordan Díaz
1983 Zdzisław Hoffmann ·
1987 Christo Markov ·
1991 Kenny Harrison ·
1993 Mike Conley ·
1995 Jonathan Edwards ·
1997 Yoelbi Quesada ·
1999 Charles Friedek ·
2001 Jonathan Edwards ·
2003 Christian Olsson ·
2005 Walter Davis ·
2007 Nelson Évora ·
2009 Phillips Idowu ·
2011 Christian Taylor ·
2013 Teddy Tamgho ·
2015 Christian Taylor ·
2017 Christian Taylor ·
2019 Christian Taylor ·
2022 Pedro Pablo Pichardo ·
2023 Hugues Fabrice Zango